# 里泼土语
里泼土语(自称：li55 pʰɔ21)或东傈僳语是中国傈僳族使用的一种语言，与标准傈僳语相似但不能互通。部分里泼土语使用者被政府划为傈僳族，另一些则是彝族。在某些地区，人们更喜欢Lolopo或Lolongo的名称。
洱源县和永胜县部分“利帕语”使用者也自称为“土家”(《云南省民族识别研究》1956:19-20)。